# Оріовчич
Оріовчич (хорв. Oriovčić) — населений пункт у Хорватії, у Бродсько-Посавській жупанії у складі громади Подцркавлє.

## Населення
Населення за даними перепису 2011 року становило 108 осіб.
Динаміка чисельності населення поселення:

## Клімат
Середня річна температура становить 10,58 °C, середня максимальна – 24,62 °C, а середня мінімальна – -5,67 °C. Середня річна кількість опадів – 797 мм.
| Клімат поселення                              | Клімат поселення | Клімат поселення | Клімат поселення | Клімат поселення | Клімат поселення | Клімат поселення | Клімат поселення | Клімат поселення | Клімат поселення | Клімат поселення | Клімат поселення | Клімат поселення | Клімат поселення |
| Показник                                      | Січ.             | Лют.             | Бер.             | Квіт.            | Трав.            | Черв.            | Лип.             | Серп.            | Вер.             | Жовт.            | Лист.            | Груд.            |                  |
| Середній максимум, °C                         | 6,51             | 7,85             | 12,16            | 16,65            | 21,63            | 24,62            | 24,07            | 23,70            | 19,63            | 14,44            | 8,84             | 4,76             |                  |
| Середня температура, °C                       | 0,42             | 1,74             | 6,07             | 10,56            | 15,54            | 18,54            | 20,52            | 20,14            | 16,09            | 10,88            | 5,28             | 1,21             |                  |
| Середній мінімум, °C                          | −5,67            | −4,35            | −0,03            | 4,47             | 9,46             | 12,45            | 16,97            | 16,59            | 12,52            | 7,32             | 1,74             | −2,35            |                  |
| Норма опадів, мм                              | 49               | 50               | 48               | 61               | 74               | 102              | 72               | 68               | 58               | 70               | 80               | 65               |                  |
| Середньомісячна швидкість вітру, м/с          | 2.10             | 2.36             | 2.60             | 2.52             | 2.27             | 2.06             | 2.03             | 1.89             | 1.90             | 1.99             | 2.09             | 2.16             |                  |
| Середньомісячна сонячна радіація, кДж/м²·день | 4334             | 7032             | 10891            | 15208            | 19103            | 21047            | 22035            | 20131            | 14908            | 9303             | 4946             | 3673             |                  |
| --------------------------------------------- | ---------------- | ---------------- | ---------------- | ---------------- | ---------------- | ---------------- | ---------------- | ---------------- | ---------------- | ---------------- | ---------------- | ---------------- | ---------------- |
| Джерело:                                      |                  |                  |                  |                  |                  |                  |                  |                  |                  |                  |                  |                  |                  |